# Juda H. Quastel
Juda Hirsch „Harry“ Quastel (* 2. Oktober 1899 in Sheffield, Vereinigtes Königreich; † 15. Oktober 1987 in Vancouver, Kanada) war ein britisch-kanadischer Biochemiker und Neurowissenschaftler. Quastel gilt als einer der Begründer der Neurochemie.

## Leben
Quastel war das älteste von fünf Kindern der orthodoxen jüdischen Emigranten Jonas und Flora (geb. Itcovitz) Quastel aus Tarnopol, Ostgalizien, heute Ukraine. Sein Vater betrieb in Sheffield ein Süßwarengeschäft.
Von 1917 bis 1919 arbeitete Quastel für die British Army als Laborassistent für Mikrobiologie und Pathologie am St. George’s Hospital. Quastel studierte am Imperial College London Chemie, 1921 erwarb er einen Bachelor und 1926 einen Doctor of Science. 1924 hatte er an der University of Cambridge bei dem späteren Nobelpreisträger Frederick Gowland Hopkins einen PhD mit Arbeiten zum Stoffwechsel von Bakterien erworben. Quastel blieb der Universität Cambridge als Fellow des Trinity College verbunden.
Von 1930 bis 1941 war Quastel Leiter der Forschung im Cardiff City Mental Hospital. Ab 1941 arbeitete Quastel für das Agricultural Research Council (ARC, Rothamsted Research).
1947 ging Quastel nach Kanada. In Montreal wurde er Professor für Biochemie an der McGill University und Direktor am Montreal General Hospital Research Institute. 1966 wechselte er als Professor für Neurochemie an die Psychiatrie der University of British Columbia in Vancouver. 1983 wurde er emeritiert.
Quastel galt als entschiedener Zionist. Ab 1950 wirkte er als Governor (Mitglied des Aufsichtsrates) an der Hebräischen Universität Jerusalem.
Quastels erste Frau Henrietta (geb. Jungmann), die er 1931 während eines Besuchs in Basel bei Markus Guggenheim kennengelernt hatte, starb 1973 an Krebs. Mit ihr hatte er eine Tochter und zwei Söhne: Michael R. Quastel ist Professor für Physiologie an der Ben-Gurion-Universität im Negev in Israel, David M. J. Quastel ist emeritierter Professor für Pharmakologie an der University of British Columbia in Vancouver. In zweiter Ehe war Juda Quastel seit 1975 mit Susan Ricardo verheiratet.

## Wirken
1927/1928 stellte Quastel die These des aktiven Zentrum eines Enzyms auf. Er entdeckte die kompetitive Hemmung von Enzymen durch Analoga des jeweiligen Substrats. Quastel führte Suspensionen von Escherichia coli als Objekt biochemischer Studien an lebenden Zellen ein. Er konnte erstmals biochemische Ursachen für psychische Störungen identifizieren. Quastel prägte den Begriff „Phenylketonurie“. 1936 zeigte er, dass Acetylcholin auch im Gehirn synthetisiert wird. Quastel konnte zeigen, dass bei energieverbrauchenden Transportprozessen der Zelle Natrium notwendigerweise beteiligt ist (heute bekannt als Natrium-Kalium-Pumpe).
Quastel und Mitarbeiter entdeckten 1937, dass das Gehirn ein System hat, um biogene Amine zu oxidieren, indem es jeweils die Aminogruppe entfernt (Desaminierung).
Gemeinsam mit H. G. Thornton und P. Nutman entwickelte Quastel selektive Herbizide als Derivate der Indol-3-essigsäure, darunter 2,4-Dichlorphenoxyessigsäure, das später im Vietnamkrieg als Entlaubungsmittel eingesetzt wurde. Weitere agrarwissenschaftliche Arbeiten befassten sich mit künstlichen Bodenverbesserern.
Spätere Arbeiten seiner Gruppe befassten sich mit Membrantransport, Aminosäuren-Stoffwechsel, Interaktionen von Kohlenhydraten und Aminosäuren im Gehirn, Tumor-Stoffwechsel, Phagozytose, Resorption von Zuckern oder dem Stoffwechsel der Glutaminsäure.
Quastel veröffentlichte mehr als 370 wissenschaftliche Publikationen. Er führte mehr als 70 Kandidaten zum PhD.

## Schriften (Auswahl)
- 1961 The chemistry of brain metabolism in health and disease.

## Auszeichnungen (Auswahl)
- 1927 Meldola Medal des Royal Institute of Chemistry (heute Royal Society of Chemistry)
- 1940 Mitglied der Royal Society
- 1953 Mitglied der Royal Society of Canada[2]
- 1954 Pasteur-Medaille des Institut Pasteur
- 1954 Leeuwenhoek-Medaille der Royal Society
- 1964 Fellow der American Association for the Advancement of Science
- 1969 Ehrendoktorat der McGill University
- 1970 Ehrendoktorat der Hebräischen Universität Jerusalem[3]
- 1970 Companion of the Order of Canada für seine Beiträge zur Chemie und benachbarter Wissenschaften[4]
- 1974 Flavelle Medal der Royal Society of Canada[5]
- 1974 Gairdner Foundation International Award[6]
- 1983 Ehrenmitglied der Royal Society of Edinburgh

An der Hebräischen Universität Jerusalem gibt es eine jährliche Juda-Quastel-Gastvorlesung. An der McGill University gibt es eine Juda-Quastel-Gastprofessur.